# 陸釴 (天順進士)
陸釴（1439年—1489年），字鼎儀，號靜逸，又號凝庵，南直隸崑山縣（今属江蘇省昆山市）人。明朝政治人物，進士及第。

## 生平
陸釴之父幼年被吳姓人收養，改性吳。陸釴自幼好學，聰明過人。及長，有詩名，與太倉人張泰、陸容合稱“婁東三鳳”。
天順七年（1463年），因貢院起火，癸未科會試推遲至八月举行，陸釴高舉第一（會元，榜名吳釴），殿試延遲到次年即甲申科三月舉行，陸釴位列一甲第二名，授翰林院編修，參修《英宗實錄》。書成後，升任修撰。不久任侍講，教習東宮。九年後升諭德。
孝宗即位，升太常寺少卿，仍兼侍讀，充經筵講官，并主修《憲宗實錄》。後來因病乞歸，次年卒於家。

## 著作
著有《春雨堂集》等。